# MAVEN

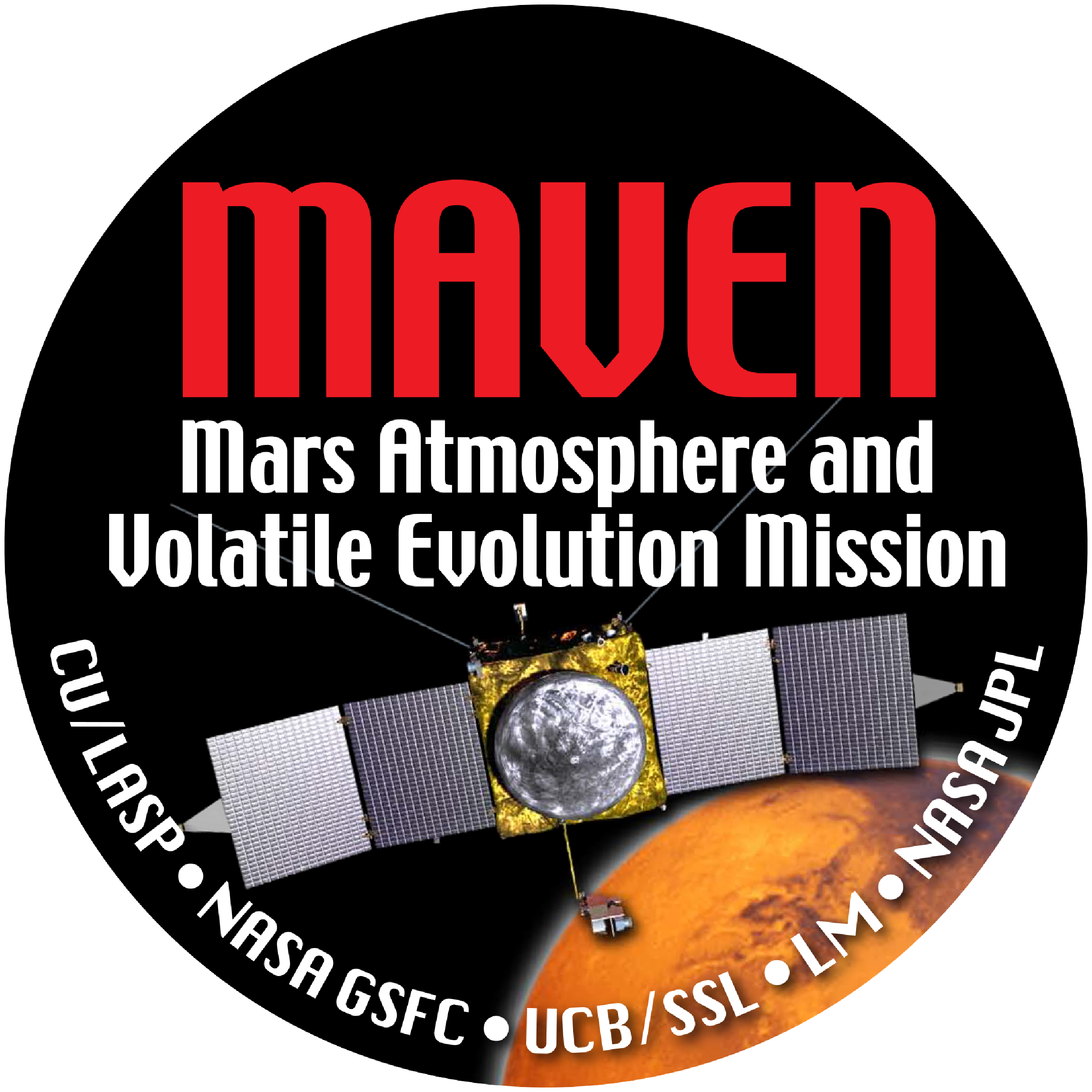
Logotip de la missió MAVEN

Mars Atmosphere and Volatile EvolutioN (MAVEN) és una sonda espacial dissenyada per estudiar l'atmosfera marciana mentre orbita Mart. Els objectius de la missió inclouen determinar com l'atmosfera i l'aigua marciana, es va perdre amb el temps.
MAVEN va ser llançat amb èxit a bord d'un vehicle de llançament Atlas V al principi de la primera finestra de llançament el 18 de novembre de 2013. Després de la primera encesa del motor del segon tram Centaur, el vehicle va arribar a l'òrbita terrestre baixa en 27 minuts abans que una segona ignició del Centaur de cinc minuts l'inserís en una òrbita de transferència heliocèntrica de Mart.
El 21 de setembre de 2014 a les 10:24 EDT es va inserir en una òrbita el·líptica areocèntrica de 6200 km per 150 km per sobre de la superfície del planeta. El principal investigador de la nau és Bruce Jakosky del Laboratori de Física Atmosfèrica i Espacial de la Universitat de Colorado a Boulder.

## Objectius
Les característiques de Mart s'assemblen a les d'una llera seca, i el descobriment dels minerals que es formen en presència d'aigua indiquen que Mart va tenir alguna vegada una atmosfera més densa i era prou calenta per a contenir aigua líquida sobre la superfície. No obstant això, l'atmosfera d'alguna manera es va evaporar a l'espai. Els científics sospiten que durant milions d'anys, Mart va perdre fins al 99% de la seva atmosfera a causa del fet que el nucli del planeta es va refredar i el seu camp magnètic va decaure, permetent que el vent solar s'endugués la major part de l'aigua i els compostos volàtils de l'atmosfera
L'objectiu de Maven és determinar la història de la pèrdua de gasos de l'atmosfera a l'espai, donant respostes sobre l'evolució del clima de Mart. Mitjançant les mesures de la velocitat amb què l'atmosfera s'està escapant a l'espai i reunint prou informació sobre els processos pertinents, els científics seran capaços d'inferir l'evolució de l'atmosfera del planeta. La missió MAVEN té quatre objectius científics principals:
1. Determinar el paper que la pèrdua de compostos volàtils en l'espai de l'atmosfera de Mart ha tingut a través del temps.
2. Determinar l'estat actual de l'alta atmosfera, la ionosfera, i la interacció amb el vent solar.
3. Determinar les taxes actuals de fuga de gasos neutres i ions a l'espai i els processos que els controlen.
4. Determinar les raons d'estabilitat d'isòtops en l'atmosfera marciana.[13]